# Tony Kakko
Toni «Tony» Kristian Kakko (Kemi, 16 de mayo de 1975) es un músico finlandés, vocalista y compositor principal de la banda finlandesa de power metal melódico Sonata Arctica.

## Biografía
Nació en Kemi, Finlandia. ,Tras estudiar piano durante dos años y haber cantado informalmente en diversos festivales a nivel local, funda Tricky Beans en 1996, antes de quedarse con el definitivo nombre de Sonata Arctica (banda con la cual ha grabado 11 álbumes de estudio y 6 EP ) con Tommy Portimo, Jani Liimatainen, Marko Paasikoski y Janne Kivilahti. En un comienzo, asumió las labores de vocalista y tecladista del grupo, pero tras el lanzamiento de su primer álbum, decidió enfocarse en el canto por lo que Mikko Härkin ingresa a la banda para hacerse cargo del teclado.
Las bandas Queen, Stratovarius, Children of Bodom y Nightwish son algunas de sus más grandes influencias musicales. Kakko asimismo declara al invierno como una de sus influencias. Su estilo de canto se apoya tanto en la vocalización tenor como voz de cabeza y Falsetto.
Ha aparecido como vocalista invitado en la nueva versión que hizo Nightwish en 2001 de su canción «Astral Romance», que aparece en el EP Over The Hills And Far Away. Asimismo canta las líneas de apoyo de la canción "Over the Hills and Far Away" y canta a dueto con Tarja Turunen en "Beauty and the Beast".
Tony también se presenta en el escenario junto a Tarja interpretando "Beauty and the Beast", en el DVD en vivo de Nightwish From Wishes to Eternity.
Además ha cantado como invitado especial en la canción «Wasted Time» del álbum Virus de Heavenly y en el álbum Before the Bleeding Sun de la banda finlandesa de death metal melódico Eternal Tears of Sorrow. En 2007, se involucró en el proyecto titulado Northern Kings, en el cual, junto a Juha-Pekka Leppäluoto (Charon), Marco Hietala (Tarot, Nightwish) y Jarkko Ahola (Teräsbetoni), cantan covers de canciones clásicas de los 80's y también en el disco de la banda neerlandesa de metal sinfónico, Epica, Design Your Universe , hace un dueto con la vocalista Simone Simons en la canción White Waters.
Ha participado en algunos conciertos como vocalista temporal de la banda finlandesa Apocalyptica, en la gira Worlds Collide.

## Discografía

### Sonata Arctica
- Friend 'till the End (Demo) - 1996
- Agre Pamppers (Demo) - 1996
- PeaceMaker (Demo) - 1997
- FullMoon (Demo) - 1999

- Ecliptica - 1999
  - UnOpened (Sencillo) - 1999
  - Successor (EP) - 2000

- Silence - 2001
  - Orientation (EP) - 2001
  - Wolf & Raven (Sencillo) - 2001
  - Live at Provinssirock Festival (Sencillo) - 2001
  - Last Drop Falls (Sencillo) - 2001

- Songs of Silence - Live in Tokyo (Álbum en directo) - 2002

- Winterheart's Guild - 2003
  - Takatalvi (EP) - 2003
  - Victoria's Secret (Sencillo) - 2003
  - Broken (Sencillo) - 2003

- Reckoning Night - 2004
  - Don't Say a Word (EP) - 2004
  - Don't Say a Word (Sencillo) - 2004
  - My Selene (Sencillo) - 2004
  - Shamandalie (Sencillo) - 2004

- The End of This Chapter (Compilación) - 2005
- For the Sake of Revenge (Álbum en directo y DVD) - 2006

- The Collection 1999-2006 (Compilación) - 2006
  - Replica 2006 (Sencillo) - 2006

- Unia - 2007
  - Paid in Full (Sencillo) - 2007

- The Days of Grays - 2009
  - The Last Amazing Grays (Sencillo) - 2009
  - Flag in the Ground (Sencillo) - 2009

- Takatalvi (Relanzamiento, compilación) - 2010
  - The Gun / Still Loving You (Sencillo) - 2010

- Live in Finland  (Álbum en directo, DVD y Blue Ray) - 2011
  - Flag in the Ground (Live) (Sencillo) - 2011

- Stones Grow Her Name - 2012
  - I Have a Right (Sencillo) - 2012
  - Shitload of Money (Sencillo) - 2012
  - Alone in Heaven (Sencillo) - 2013

- Reckoning Night + Unia (Compilación) - 2013

- Pariah's Child - 2014
  - The Wolves Die Young (Sencillo) - 2014
  - Cloud Factory (Sencillo) - 2014
  - Love (Sencillo) - 2014

- Ecliptica - Revisited - 2014
  - Kingdom for a Heart (Sencillo) - 2014
  - Christmas Spirits (Sencillo) - 2015

- The Ninth Hour - 2016
  - Closer to an Animal (Sencillo) - 2016
  - Life (Sencillo) - 2016

- The Harvests (2007-2017) (Compilación) - 2018

- Talviyö - 2019
  - A Little Less Understanding (Sencillo) - 2019
  - Cold (Sencillo) - 2019

- Clear Cold Beyond - 2024
  - First In Line (Sencillo) - 2023
  - A monster only you can't see (Sencillo) - 2024
  - Dark Empath (Sencillo) - 2024

### Apariciones especiales
- Nightwish - Over the Hills and Far Away - 2001
- Nightwish - From Wishes to Eternity - 2001
- Raskasta Joulua - Raskaampaa joulua - 2006
- Heavenly - Virus - 2006
- Eternal Tears of Sorrow - Before the Bleeding Sun - 2006
- Timo Rautiainen - Sarvivuori - 2006
- Northern Kings - Reborn - 2007
- (Northern Kings) | Rethroned 2009
- Nuclear Blast All-Stars - Into the Light - 2007
- Ari Koivunen - Fuel for the Fire (como compositor) - 2007
- Apocalyptica - Voces en vivo durante la gira europea y asiática - 2008
- Odin's Court - Deathanity - 2008
- Northern Kings - Rethroned - 2008
- Elias Viljanen - Fire-Hearted - 2009
- Epica - Design Your Universe - 2009
- Stratovarius - Polaris - 2009
- Van Canto - Tribe of Force - 2010
- Powerglove - Saturday Morning Apocalypse - 2010
- Skylight - Devil Down - 2012
- Timo Tolkki's Avalon - The Land of New Hope - 2013
- Raskasta Joulua - Raskasta joulua - 2013
- Silent Voices - Reveal the Change - 2013
- Tuomas Holopainen - Music Inspired by the Life and Times of Scrooge - 2014
- Vanishing Point - Distant Is the Sun - 2014
- Raskasta Joulua - Raskasta joulua 2 - 2014
- Raskasta Joulua - Ragnarok Juletide - 2014
- Sinners Moon - Atlantis - 2015
- Dark Sarah - Behind the Black Veil - 2015
- Karmaflow: The Rock Opera Videogame - Karmaflow: The Original Soundtrack - 2015
- Raskasta Joulua - Tulkoon joulu - Akustisesti - 2015
- Odin's Court - Deathanity (R3) - 2016
- Trick or Treat - Rabbits' Hill pt. 2 - 2016
- Karmaflow: The Rock Opera Videogame - Karmaflow: Special Edition Tracks - 2016
- Nightwish - Vehicle of Spirit - 2016
- Place Vendome - Close to the Sun (como compositor) - 2017
- PS Kemi - Ei oo muutako - 2017
- Raskasta  Iskelmää - Raskasta  iskelmää - 2019
- Lordi - Rollercoaster - 2021